# Hana Kordová Marvanová
Hana Kordová Marvanová (ur. 26 listopada 1962 w Rýmařovie) – czeska polityk i prawniczka, działaczka opozycji w okresie komunistycznym, parlamentarzystka, w latach 2000–2001 przewodnicząca Unii Wolności – Unii Demokratycznej.

## Życiorys
Z wykształcenia prawniczka, studiowała na Uniwersytecie Karola w Pradze. Działała w opozycji antykomunistycznej, była związana z prasą podziemną, należała do organizatorów stowarzyszenia „Nezávislé mírové sdružení”. W 1988 aresztowana z powodów politycznych (w tym za udział w demonstracji z okazji dwudziestej rocznicy interwencji wojsk Układu Warszawskiego w Czechosłowacji). W 1989 skazano ją na karę 10 miesięcy pozbawienia wolności, została zwolniona ją po 6,5 miesiącach. W trakcie aksamitnej rewolucji z 1989 współtworzyła Forum Obywatelskie. Od 1991 działała w Obywatelskiej Partii Demokratycznej. W latach 1990–1992 sprawowała mandat posłanki do Czeskiej Rady Narodowej, następnie do 1998 była deputowaną do Izby Poselskiej. Później wchodziła w składy rady stołecznej dzielnicy Praga 2.
W 1998 podjęła praktykę prawniczą w zawodzie adwokata, zaangażowała się także w inicjatywy obywatelskie na rzecz zwalczania korupcji. Również w 1998 przeszła do Unii Wolności (działającej następnie jako Unia Wolności – Unia Demokratyczna). W latach 2001–2002 pełniła funkcję przewodniczącej tej formacji. W latach 2002–2003 ponownie zasiadała w Izbie Poselskiej, w 2002 krótko sprawowała urząd jej wiceprzewodniczącej. Później wycofała się na pewien czas z aktywności politycznej.
W 2014 przez kilka miesięcy była wiceministrem sprawiedliwości, ustąpiła ze stanowiska na skutek sporów z minister Heleną Válkovą. W 2018 została wybrana do rady miejskiej Pragi z rekomendacji Burmistrzów i Niezależnych. W tym samym roku weszła w skład zarządu miasta kierowanego przez Zdenka Hřiba, odpowiadając w nim m.in. za kulturę i turystykę.
W 2022, będąc bezpartyjną kandydatką rekomendowaną przez ODS, została wybrana do Senatu.